# أندرو هوي (مغن مؤلف)
أندرو هوي (بالإنجليزية: Calamateur)‏ هو مغن مؤلف بريطاني، ولد في 1974 في اسكتلندا في المملكة المتحدة.

## وصلات خارجية
- الموقع الرسمي
- أندرو هوي على موقع ميوزك برينز (الإنجليزية)
- أندرو هوي على موقع ديسكوغز (الإنجليزية)